# 北郷相久
北郷 相久（ほんごう すけひさ、天文23年（1554年） - 天正7年（1579年）?）は、日向国の戦国武将。北郷氏 10代の時久の嫡男であり、11代の忠虎の同母兄である。通称は次郎。官名は常陸介。妻は、島津義弘の娘である御屋地。

## 経歴
天文23年（1554年）生まれ。島津氏の有力支族である北郷氏の嫡男として、父に従い、天正元年（1573年）の肝付氏との戦いや、天正6年（1578年）の耳川の戦いに従軍し功績をあげた。また、島津義弘の娘である御屋地と結婚し、北郷氏の次期当主と目されていた。
しかし、天正9年（1581年）父と不和になり廃嫡され、安永金石城（宮崎県都城市庄内町）において切腹した。なお、天正7年（1579年）という説も有力である。
不和となった原因ははっきりしないが、都城島津氏の記録である庄内地理誌は、相久が戦場において卑怯な振る舞いをとった家臣を諌めたところ逆恨みされ、相久が当主になると自分の立場が悪くなると考えたこの家臣が、相久に叛意があると時久に讒言し、これを信じた時久が、相久の居城である安永金石城を兵で包囲したので、相久は自分は無実であるが父に弓を引くことはできないとして自刃したと伝えている。また、葬儀の際、相久の乳母乙守氏は自分の両乳房を切り取り相久に捧げて殉死した。法名は、常徳院殿了山等玄大禅定門。墓は都城市の竜泉寺跡に現存している。

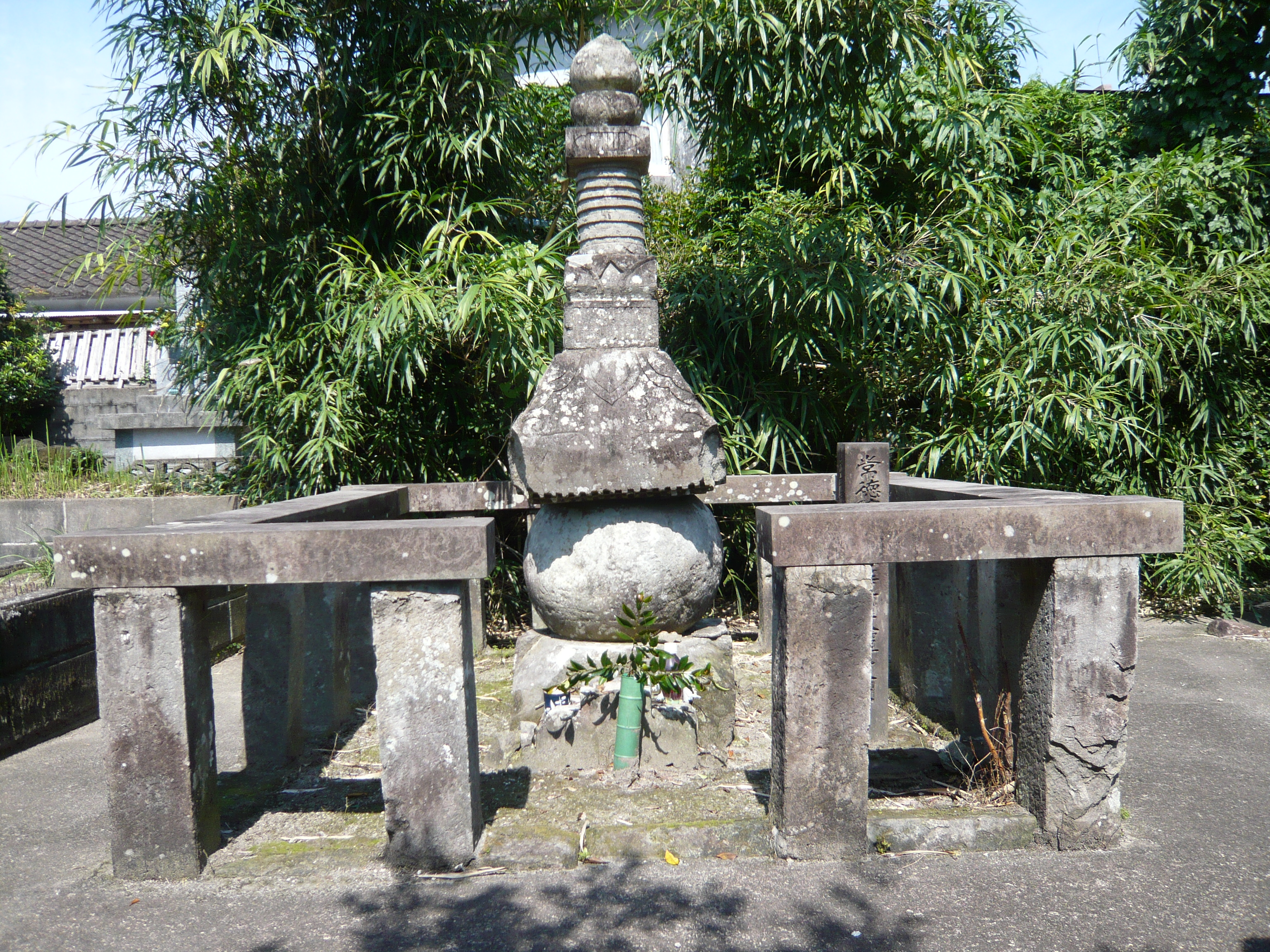
北郷相久の墓

なお、妻の御屋地は、安永金石城が包囲される前に脱出し、島津義弘の元へ帰され、後に豊州島津家の島津朝久と再婚した。

## 兼喜神社
後に相久の無実を知った時久は、相久の御霊を若宮八幡として崇め神社を建立した。その後、慶長13年（1608年）霊八幡、明暦元年（1655年）兼喜明神、天和2年（1682年）正一位兼喜大明神と神号を替え、兼喜神社として現在に至っている。また、相久の弟で、庄内の乱の後、平佐（鹿児島県薩摩川内市平佐町）領主として別家を興した三久も、兄の御霊を祭るため兼喜神社を領内に勧請し崇拝した。

## 兼喜神社(平佐)
文禄4年(1595年)、都城から平佐(現:鹿児島県川内市)に移封された北郷三久は、非業の死を遂げた兄相久の生涯を憐れみ、その霊を鎮めるために、元和元年(1615年)、都城の若宮八幡の相久の御魂を勧請して、この地に若宮八幡を創建した。
当社は、兄相久と父時久及び歴代平佐北郷家領主の祖霊を祭神とし、後年には兼喜大明神さらに兼喜神社と改称されている。
第13代久信が、嘉永7年(1854年)、再興して以来既に130年を経た昭和59年(1984年)、平佐共有者の手によって修復された。神殿及び拝殿には多彩な彫刻が施され、建物とともに工匠の腕の冴えが偲ばれる。
列祭は毎年9月30日であり、祭典の後に正面の馬場において、流鏑馬が大正8年(1919年)頃まで行われていた。